# Hierden
Hierden es una localidad situada en el municipio de Harderwijk, en la provincia de Güeldres, Países Bajos. Tiene una población estimada, en 2022, de 3340 habitantes.
El pueblo se originó a partir de diferentes emplazamientos al este de granjas de Harderwijk. 
Hierden es un pueblo agrícola, con una distribución muy original por sus muchas fincas al norte de Veluwe. El pueblo da nombre a uno de los pocos arroyos no canalizados en la región  de Veluwe (Hierdenshe Beek)